# Роттевалле
Роттевалле (нід. Rottevalle) — село в нідерландській провінції Фрисландія. Входить до муніципалітету Смаллінгерланд.
Його площа становить 6,43 км², а населення станом на 2021 рік складало 1 405 осіб.
Перша згадка про населений пункт датується 1622 роком.

## Галерея

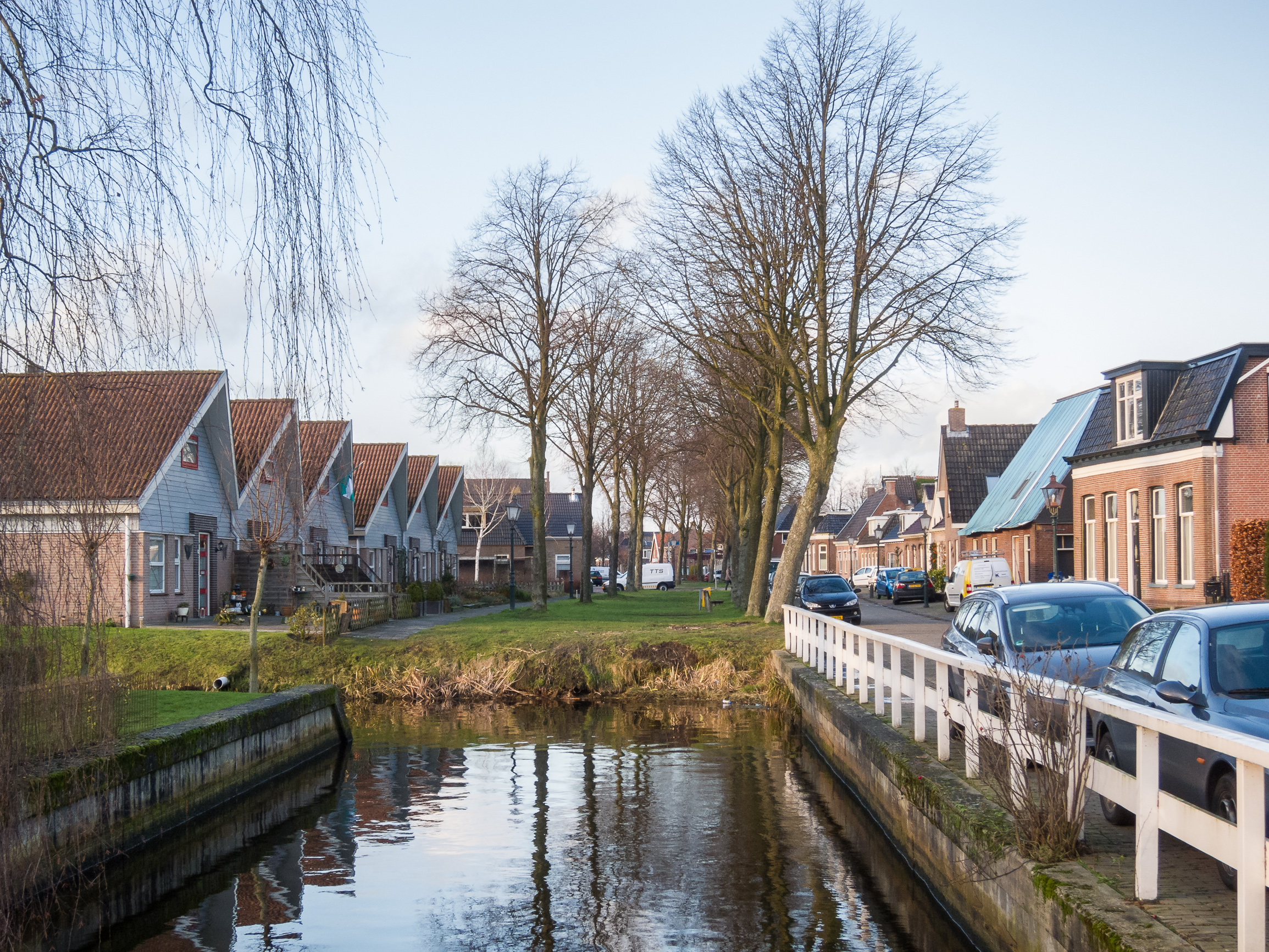
Вид на канал
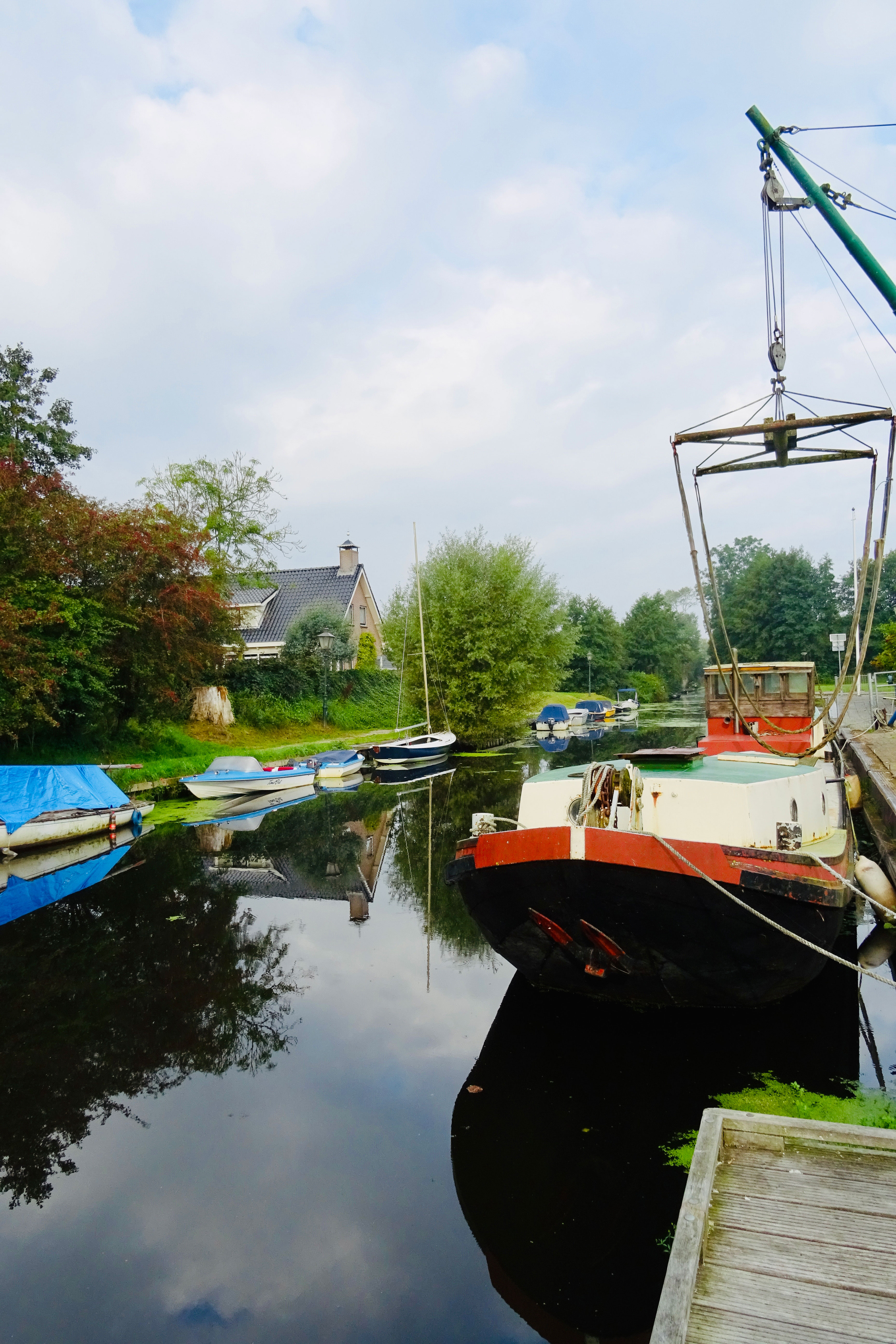
Гавань у селі
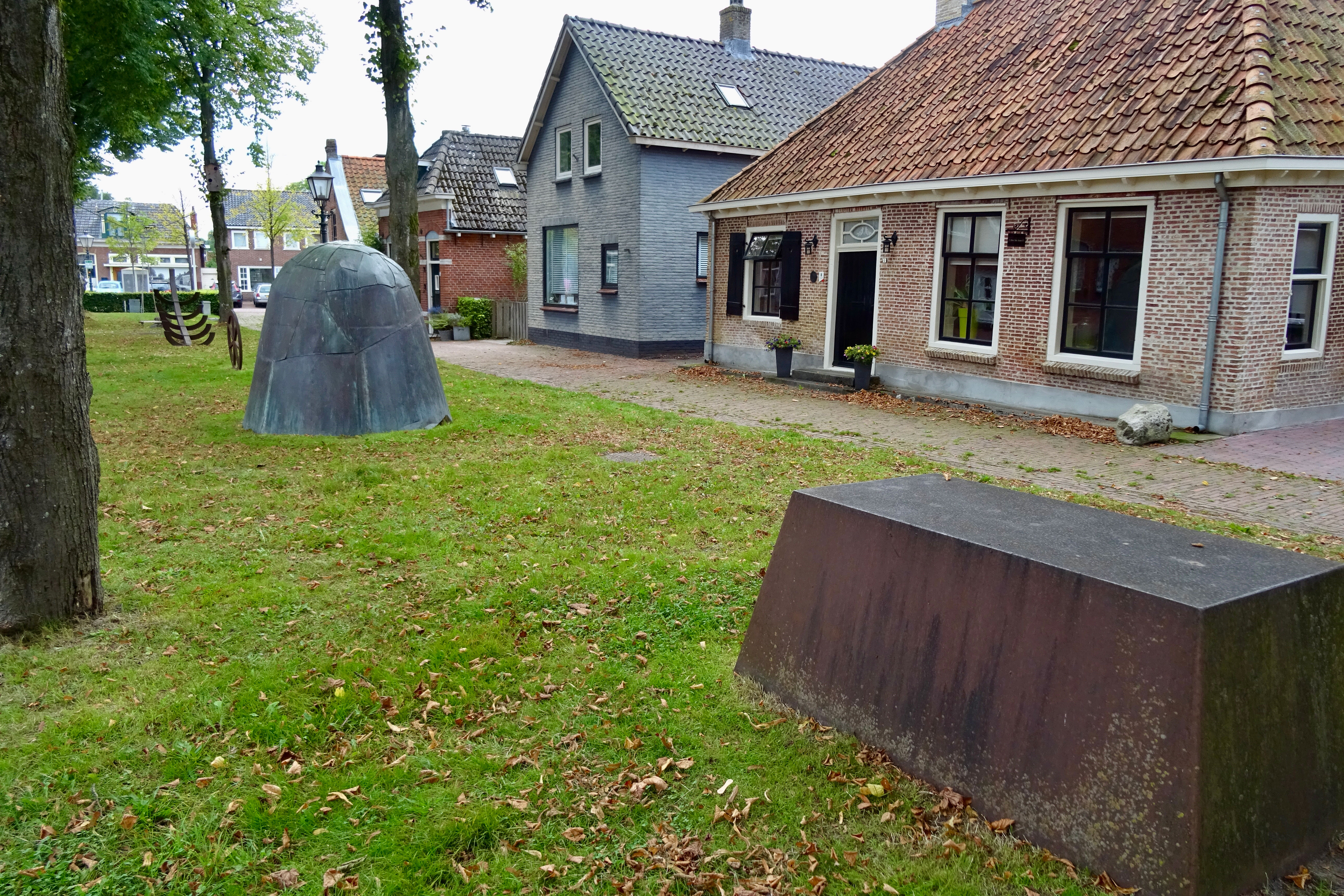
Сільська забудова
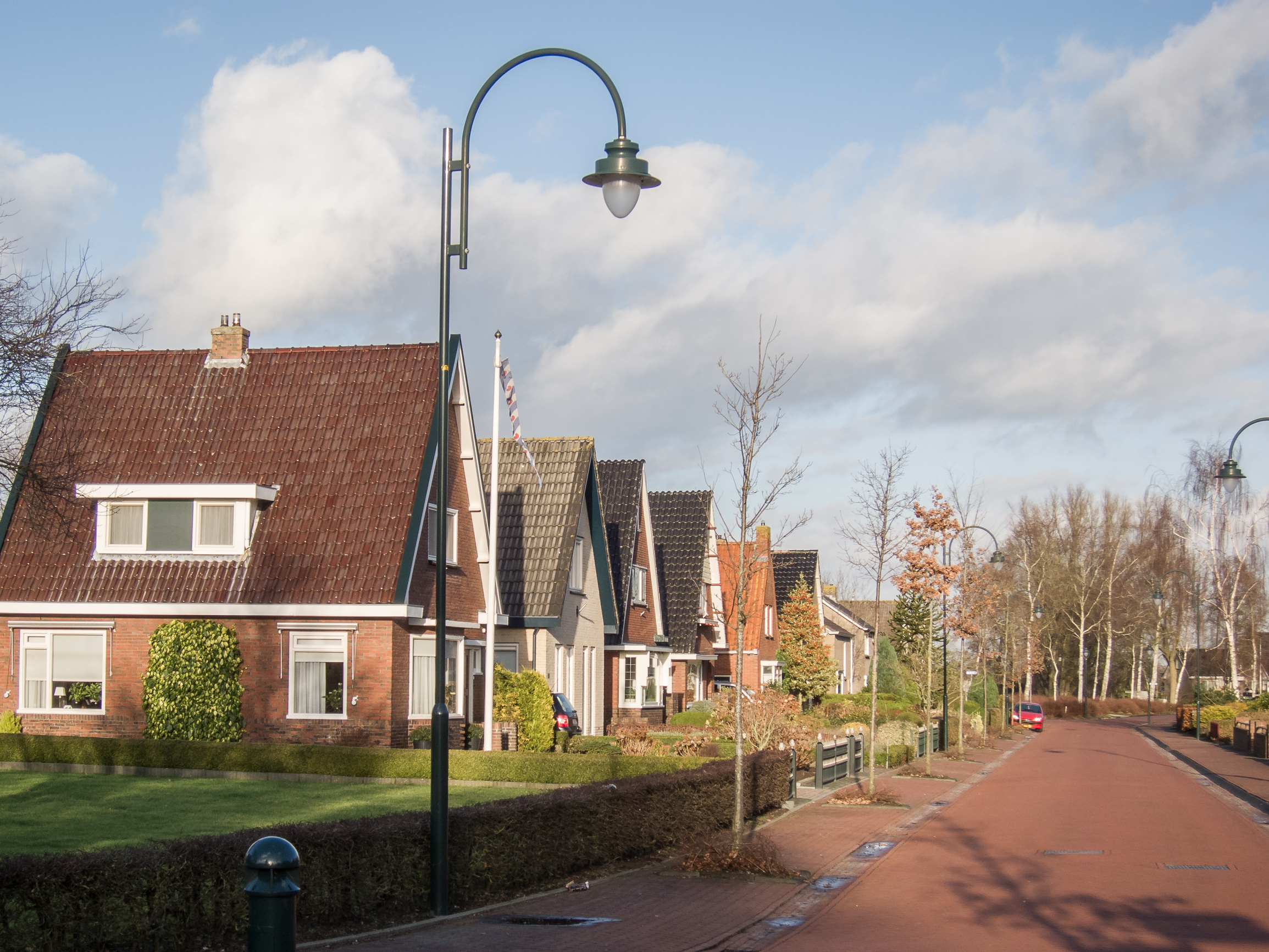
Вулична панорама